# Obonyi II
Pour les articles homonymes, voir Obonyi.
Obonyi II (ou Obonye II) est un village du Cameroun situé dans le département du Manyu et la Région du Sud-Ouest, à la frontière avec le Nigeria. Il fait partie de la commune d'Akwaya.

## Population
En 1953, on  a dénombré 428 personnes pour l'ensemble des trois villages, Obonyi I, Obonyi II et Obonyi III.
En 1967, Obonyi II – seul – comptait 419 habitants, principalement des Banyang.
Lors du recensement de 2005, la population d'Obonyi II s'élevait à 380 personnes.